# 얼 에이버릴
하워드 얼 에이버릴(Howard Earl Averill, 1902년 5월 21일 ~ 1983년 8월 16일) 은 미국의 전 메이저 리그 베이스볼 선수이다.

## 경력
- 1929년 ~ 1939년 클리블랜드 인디언스
- 1939년 ~ 1940년 디트로이트 타이거스
- 1941년 보스턴 브레이브스

## 수상
- 1975년 메이저 리그 명예의 전당 헌액